# Nicolas Bouchart
 (mars 2010).
Si vous disposez d'ouvrages ou d'articles de référence ou si vous connaissez des sites web de qualité traitant du thème abordé ici, merci de compléter l'article en donnant les références utiles à sa vérifiabilité et en les liant à la section « Notes et références ».
Pour les articles homonymes, voir Bouchart.
Ne doit pas être confondu avec Nicolas Bouchard.
Nicolas Bouchart (ou Bouchard), né à Batz, est un amiral breton. Il est capitaine de Batz-sur-Mer et du Croisic, puis capitaine de la forteresse de Pirmil et amiral de Bretagne en 1365.

## Biographie

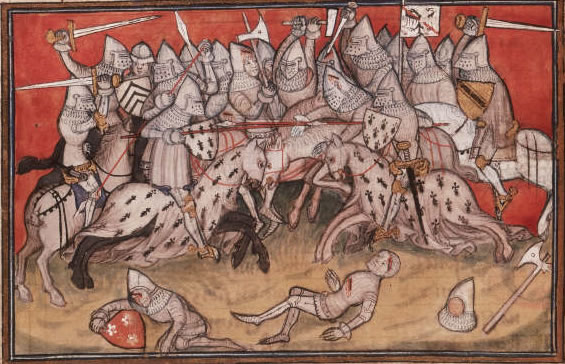
La bataille d'Auray, d'après la Chronique de Bertrand du Guesclin par Cuvelier.

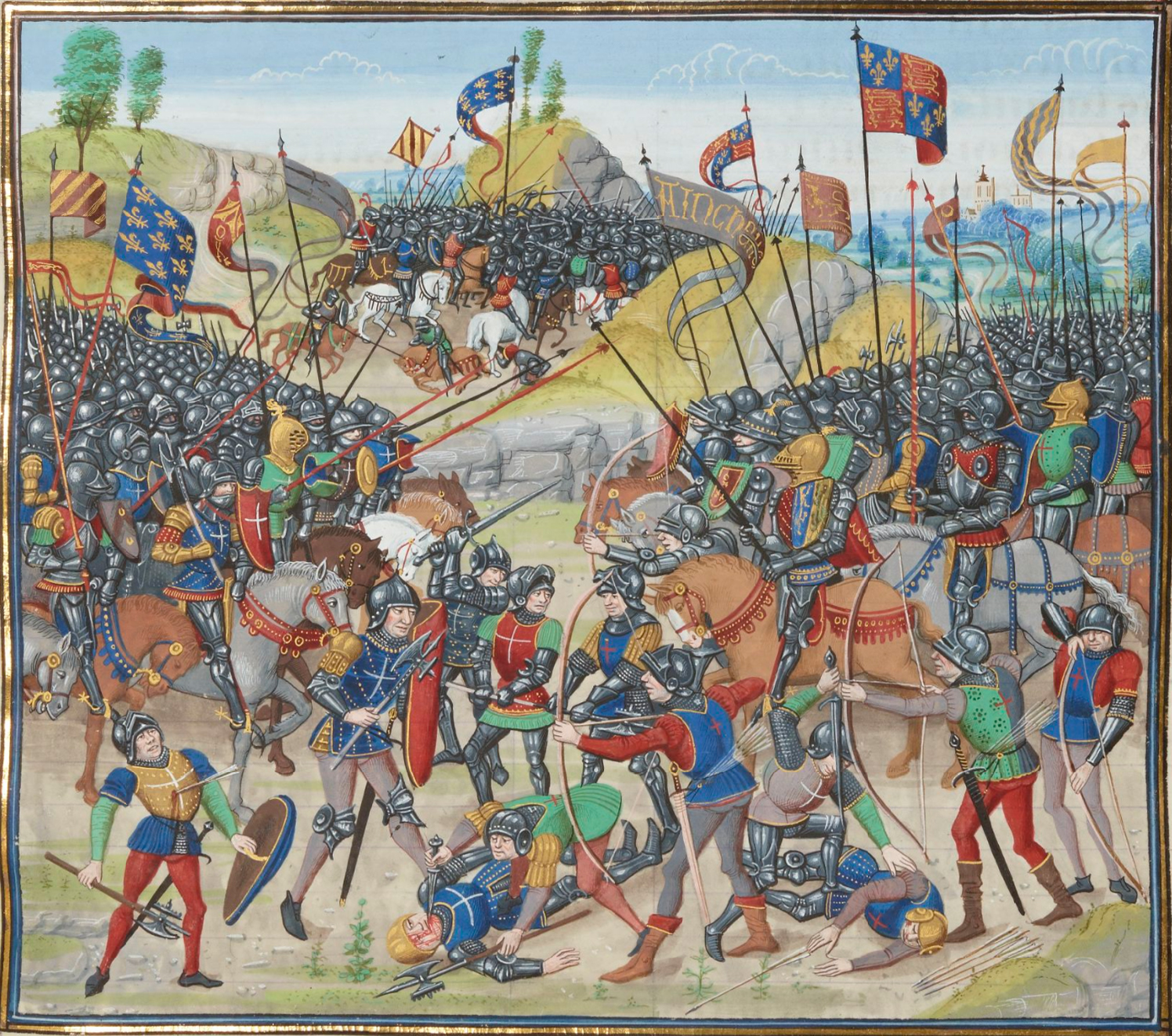
La Bataille d'Auray, miniature des chroniques de Jean Froissart, XVe siècle.

Blason de Nicolas Bouchart, sceau.

En 1355, il est chargé par le roi Édouard III de défendre Le Croisic contre les attaques de Charles de Blois, poste clé en tant que principale base navale du parti de Montfort. Il construit le fort de la Barrière du Croisic, ainsi que le château de Pirmil en 1365 qui permet de défendre l'accès à Nantes par la rive gauche de la Loire. 
En 1357, il est nommé amiral de Bretagne.
Il participe à la bataille d'Auray, le 29 septembre 1364, dernière bataille de la guerre de Succession de Bretagne, au cours de laquelle il est chargé de participer au siège de la ville en bloquant son accès maritime.
Les textes rapportent l'obligation de Nicolas Bouchard et de son fils Jean pour la capitainerie de Conq (Concarneau) en Cornouaille, en 1378.
En 1384, il achète des vignes au Courtil Truello en Escoublac.
Un sceau de Nicholas Bouchart est daté de 1387.